# Велстон (Охајо)
Велстон (енгл. Wellston) град је у америчкој савезној држави Охајо.

## Демографија
По попису из 2010. године број становника је 5.663, што је 415 (-6,8%) становника мање него 2000. године.
| Група             | 2000.         | 2010.         |
| Белци             | 5.946 (97,8%) | 5.512 (97,3%) |
| Афроамериканци    | 22 (0,4%)     | 11 (0,2%)     |
| Азијати           | 10 (0,2%)     | 14 (0,2%)     |
| Хиспаноамериканци | 37 (0,6%)     | 40 (0,7%)     |
| Укупно            | 6.078         | 5.663         |